# 브랜디 러브
브랜디 러브(영어: Brandi Love, 1973년 3월 29일~ )는 미국의 포르노 배우로 본명은 트레이시 린 포토스키(Tracey Lynn Potoski)다. 혼전 성씨는 리버모어(Livermore)다.

## 생애
러브는 1973년 3월 29일 노스캐롤라이나주 롤리에서 영국 및 폴란드, 독일계 가정에서 태어났다. 주식 투자자였던 제시 리버모어의 손녀이며, 장로교 가정에서 자랐다. 미시간주 디어본에서 자라 센트럴 미시간 대학교에 입학해 1994년까지 운동과학을 전공했지만 졸업은 하지 않았다. 같은 센트럴 미시간 대학교 출신인 포르노 배우 크리스 포토스키와 결혼했다.
화이트 칼라였던 남편이 심근 경색을 겪은 뒤 스트레스를 덜 받는 직업을 얻고자 남편과 같이 포도주 상표를 주문 제작하는 회사인 그레이프바인 그리팅스(Grapevine Greetings)를 운영했고, 그 뒤 더 많은 수익을 얻고자 포르노 배우가 됐다. 그 이전부터 항상 약간의 노출증 페티시즘 성향을 갖고 있었다고 밝혔다. 2004년 6월에 공식 웹사이트를 열었고, 이 때부터 브랜디 러브라는 가명을 썼다. 2005년에 타이라 뱅크스 쇼에 출연했다. 2008년에 로스앤젤레스로 가서 포르노그래피를 찍기 시작했다. 또한 그해에 미셸 톰슨과 함께 책을 썼으며, 게일 해리스와 함께 포르노그래피의 틈새시장을 공략하고자 다중 매체 회사인 네이키드 라이노 미디어(Naked Rhino Media)를 세웠다. 포르노 배우로 활동하며 MILF 연기로 자리를 잡았다.
2013년에 나이트무브스상 편집자 선정 최우수 MILF 연기상을 받았고, 2018년에 XBIZ상 올해의 MILF 연기상을 받았다.